# NGC 5143
NGC 5143 (другие обозначения — MCG 6-30-5, ZWG 190.8, ZWG 189.67, KUG 1322+366B, PGC 46918) — карликовая спиральная галактика с перемычкой (SBd) в созвездии Гончих Псов.
Этот объект входит в число перечисленных в оригинальной редакции «Нового общего каталога».
Галактика содержит рентгеновский источник на расстоянии 2,2′′ от оптического центра со светимостью около 1040 эрг/с в диапазоне 2…10 кэВ.